# Asuka Machi
Asuka Machi (jap. 町 飛鳥 Machi Asuka; * 20. Mai 1994 in Sagamihara, in der Präfektur Kanagawa) ist ein japanischer Tischtennisprofi. Er ist Rechtshänder und benutzt die Shakehandgriffhaltung.

## Werdegang
2007 war er zum ersten Mal international aktiv, 2009 spielte er sein erstes Turnier im Erwachsenenbereich. 2010 nahm er an der Jugend-Welt- und Asienmeisterschaft teil, wo er jemals mit der Mannschaft Silber und im Doppel mit Kōki Niwa Gold gewinnen konnte. In Deutschland spielte er für den TTC matec Frickenhausen.
Im Oktober 2014 rückte er erstmals in die Top 100 der Weltrangliste vor, Ende des Jahres gewann er in Bangkok die ITTF Grand Finals in der U-21-Kategorie und erreichte infolgedessen mit Weltranglistenplatz 73 im Januar 2015 eine neue Bestmarke. Auf Grund mangelnder Aktivität wurde er 2016 und 2017 zeitweise nicht in der Weltrangliste geführt und fiel mit Einführung der neuen Weltranglistenberechnung 2018 wieder aus den Top 100 heraus. Sein vorerst letztes internationales Turnier waren die Croatia Open im April 2018.

## Turnierergebnisse
| Verband | Veranstaltung                | Jahr | Ort        | Land | Einzel    | Doppel    | Mixed | Team   | U-21       |
| ------- | ---------------------------- | ---- | ---------- | ---- | --------- | --------- | ----- | ------ | ---------- |
| JPN     | Jugend-Asienmeisterschaft    | 2012 |            | CHN  | letzte 16 | Silber    |       | Silber |            |
| JPN     | Jugend-Asienmeisterschaft    | 2010 | Bangkok    | THA  | letzte 16 | Gold      |       | Silber |            |
| JPN     | Universiade                  | 2015 | Gwangju    | KOR  | letzte 16 |           |       | Silber |            |
| JPN     | ITTF World Tour              | 2015 | Incheon    | KOR  | letzte 32 |           |       |        | Silber     |
| JPN     | ITTF World Tour              | 2014 | Chengdu    | CHN  | Qual.     | letzte 16 |       |        | Gold       |
| JPN     | ITTF World Tour              | 2012 | Bremen     | GER  | letzte 64 | letzte 16 |       |        | Halbfinale |
| JPN     | ITTF World Tour              | 2012 | Kobe       | JPN  |           | letzte 16 |       |        | Halbfinale |
| JPN     | ITTF World Tour Grand Finals | 2014 | Bangkok    | THA  |           |           |       |        | Gold       |
| JPN     | Jugend-Weltmeisterschaft     | 2012 | Hyderabad  | IND  | letzte 16 | letzte 16 |       | Silber |            |
| JPN     | Jugend-Weltmeisterschaft     | 2010 | Bratislava | SVK  | letzte 64 | Gold      |       | Silber |            |